# Hermann van Pels
Hermann van Pels (Gehrde, 31 maart 1898 – Auschwitz-Birkenau, oktober 1944) was een van de onderduikers in het Amsterdamse Achterhuis, waar ook Anne Frank zich schuilhield.
Hermann van Pels groeide op in Osnabrück als een van de zes kinderen van de Nederlander Aron van Pels en de Duitse Lina van Pels-Vorsänger. In 1925 trouwde hij met Auguste Röttgen. In 1926 werd hun zoon Peter van Pels geboren. Tot zijn vlucht naar Nederland in 1937 had Hermann een bedrijf in vleesproducten en worstkruiden te Osnabrück.
Hermann van Pels werd in het dagboek van Anne Frank Mijnheer Van Daan genoemd. Ten gevolge van verraad werd Van Pels op 4 augustus 1944 opgepakt, samen met de andere onderduikers in het Achterhuis. Twee zussen en een broer van Hermann wisten nog voor het uitbreken van de Tweede Wereldoorlog te vluchten naar Amerika en Chili. Hermann vroeg ook een emigratievergunning aan voor Amerika. Ze kwamen op een wachtlijst (vanaf 10 februari 1939).
Vanuit kamp Westerbork werd hij naar het kamp Auschwitz-Birkenau getransporteerd. Bij de selecties werd hij enkele weken na aankomst (september 1944) naar de gaskamer gestuurd.